# بروك نيلسون
بروك نيلسون (بالإنجليزية: Brock Nelson)‏ هو لاعب هوكي الجليد أمريكي، ولد في 5 أكتوبر 1991 في منيابولس في الولايات المتحدة.

## وصلات خارجية
- بروك نيلسون على موقع دوري الهوكي الوطني (الإنجليزية)
- بروك نيلسون على موقع EliteProspects.com (الإنجليزية)
- بروك نيلسون على موقع Eurohockey.com (الإنجليزية)
- بروك نيلسون على موقع HockeyDB.com (الإنجليزية)
- بروك نيلسون على موقع Hockey-Reference.com (الإنجليزية)